# Drhtuljke
Drhtuljke (lat. Torpedinidae) porodica od 22 vrste munjevitih raža, plosnatih hrskavičnjača koje proizvode električnu struju za lov i obranu. Spore su i žive na morskom tlu.
Najveća je vrsta Drhtulja mrkulja (Tetronarce nobiliana), koja može narasti i do 90 kg te stvoriti električni napon od 220 volti. Munjevite raže imaju područja modificiranog mišićnog tkiva koja tvore električni organ. Organ generira električni naboj vrlo sličan električnom potencijalu membrana većine stanica, ali je uvelike pojačan zbog visoke koncentracije u malom prostoru. Struju mogu i pohranjivati u tkivu, zbog čega ga se katkad naziva baterijom. Električni izboj može biti ispušten u obliku pulsa. Raže ga emitiraju prema tijelu plijena kako bi ga ošamutile te lakše uhvatile i pojele ili prema tijelu grabežljivca kako bi se obranile. Tkivo im se često koristi za istraživanja u području neuroznanosti.
Plosnate su i oblika diska s repnom perajom čija duljina varira ovisno o vrsti. Usta i škržni prorezi nalaze im se na donjoj strani tijela. Muške jedinke imaju kopularne organe (tzv. klaspere) kod korijena repa. Ženke su ovoviviparne, što znači da jajašca formiraju bez da ih slegnu. Mladunci iziđu iz jajašaca unutar tijela ženke, a ona ih zatim porodi žive. 

## Sistematika
Ukupno 22 vrste drhtuljki podijeljene su na dva roda:
- Potporodica Torpedininae
  - Rod Tetronarce
    - Tetronarce californica (Ayres, 1855)
    - Tetronarce cowleyi Ebert, Haas & de Carvalho, 2015
    - Tetronarce fairchildi (Hutton, 1872)
    - Tetronarce formosa (Haas & Ebert, 2006)
    - Tetronarce macneilli (Whitley, 1932)
    - Tetronarce microdiscus (Parin & Kotlyar, 1985)
    - Tetronarce nobiliana (Bonaparte, 1835), Drhtulja mrkulja
    - Tetronarce occidentalis (Storer, 1843)
    - Tetronarce peruana (Chirichigno F., 1963)
    - Tetronarce puelcha (Lahille, 1926)
    - Tetronarce semipelagica (Parin & Kotlyar, 1985)
    - Tetronarce tokionis (Tanaka, 1908)
    - Tetronarce tremens (de Buen, 1959)
- Rod Torpedo
  - Torpedo adenensis Carvalho, Stehmann & Manilo, 2002
  - Torpedo alexandrinsis Mazhar, 1987
  - Torpedo andersoni Bullis, 1962
  - Torpedo bauchotae Cadenat, Capapé & Desoutter, 1978
  - Torpedo fuscomaculata Peters, 1855
  - Torpedo mackayana Metzelaar, 1919
  - Torpedo marmorata Risso, 1810, Drhtulja šarulja
  - Torpedo panthera Olfers, 1831
  - Torpedo sinuspersici Olfers, 1831
  - Torpedo suessii Steindachner, 1898
  - Torpedo torpedo (Linnaeus, 1758),  Drhtulja obična